# كريستيان ديك
كريستيان ديك (بالنرويجية البوكمول: Christian Dick)‏ هو متسابق يخت نرويجي، ولد في 2 سبتمبر 1883 في آوس في النرويج، وتوفي في 14 أغسطس 1955.

## وصلات خارجية
- كريستيان ديك على موقع اللجنة الأولمبية الدولية (الإنجليزية)
- كريستيان ديك على موقع أوليمبيديا (الإنجليزية)